# Округ Холмс (Охајо)
Округ Холмс (енгл. Holmes County) је округ у америчкој савезној држави Охајо.

## Демографија
По попису из 2010. године број становника је 42.366, што је 3.423 (8,8%) становника више него 2000. године.
| Група             | 2000.          | 2010.          |
| Белци             | 38.330 (98,4%) | 41.607 (98,2%) |
| Афроамериканци    | 127 (0,3%)     | 126 (0,3%)     |
| Азијати           | 24 (0,1%)      | 49 (0,1%)      |
| Хиспаноамериканци | 292 (0,7%)     | 329 (0,8%)     |
| Укупно            | 38.943         | 42.366         |